# 거창 김숙자 사당
거창 김숙자 사당(居昌 金叔玆 祠堂)은 대한민국 경상남도 거창군 남상면 대산리에 있는, 김숙자(1389∼1456)를 추모하기 위해 그의 후손들이 세운 사당이다.
1985년 1월 23일 경상남도의 문화재자료 제126호 김숙자사당으로 지정되었다가, 2018년 12월 20일 현재의 명칭으로 변경되었다.

## 개요
김숙자(1389∼1456)를 추모하기 위해 그의 후손들이 세운 사당이다.
김숙자는 김종직의 아버지로 조선 전기 문신이며 학자이다. 조선 태종 14년(1414)에 생원시에 합격하고 고령현감, 성균관사예 등을 지냈다. 효성이 지극하고 실천을 중시하는 학문 자세와 함께 남을 가르치기를 좋아했고 길재의 학문을 아들에게 잇도록 하였다.
사당은 숙종 32년(1706)에 지었으며, 대문채, 추원당, 사당으로 구성되어 있다.

## 참고 문헌
- 거창 김숙자 사당 - 국가유산청 국가유산포털